# Polja u kršu
Polja u kršu (krška polja) specifični su oblik krškog reljefa. Najveći su površinski oblici krša, najbrojniji u dinarskom holokršu. Njihov se nastanak tumači kemijskim djelovanjem vode u vapnencima i dolomitima, a znatan utjecaj na njihovo oblikovanje imala je i tektonika. Većina polja u kršu zapravo su dna većih tektonskih potolina. Polja u kršu nalaze se uglavnom na nadmorskoj visini između 400 i 700 m.
U Primorskoj Hrvatskoj su veća polja u kršu Sinjsko, Imotsko, Kosovo polje kod Knina, Vrgorsko polje. U Gorskoj Hrvatskoj nalaze se Ličko, Gacko, Krbavsko, Ogulinsko, Plaščansko i Drežničko polje.
Najveća krška polja u BiH leže u jugozapadnoj Bosni, te zapadnom i istočnom dijelu Hercegovine, a najznačajnija su: Livanjsko polje (405 km²), Nevesinjsko polje, Popovo polje, Gatačko polje, Glamočko polje, Duvanjsko polje, Kupreško polje i druga. Krška polja pojavljuju se i u drugim susjednim zemljama, na područjima dinarske Slovenije i Crne Gore.

## Polja u kršu i voda
Krška su polja usko povezana s vodom. Krševite planine oko njih apsorbiraju goleme količine oborina koje se kroz propusnu stijenu cijede u podzemlje. Kada naiđu na nepropusnu stijenu gdje voda ponovno izbija na površinu, obično u jednom kraju polja, u obliku jednog ili više raštrkanih izvora. Iz njih često teku rijeke, jer taloženjem lapora i gline nastaje nepropusna podloga, pa se održavaju na površini. U drugom, nižem kraju polja rijeke naiđu na propusnu kršku stijenu, pa voda ponovno ponire i nastavlja svoj put kroz krško podzemlje. Nazivaju se ponornicama.
Neke od najpoznatijih ponornica u Hrvatskoj su: Lika, Gacka, Dobra, Lička Jasenica, Zagorska Mrežnica, Dretulja, Pazinčica, Lokvarka, Ličanka, Ričica, Vrnjika … Za razliku od ostalih krških rijeka koje većim dijelom toka protječu dubokim vapnenačkim kanjonima i riječnim dolinama koje im određuju smjer, ponornice protječu blago nagnutim poljima, pa poput nizinskih rijeka slobodno vijugaju poljima, erodirajući obale i stvarajući meandre, poput rijeke Like u Lipovu polju.
Voda koja ponire ondje ne nestaje nego dalje teče ispod površine. Neke rječice odlaze u more, druge se vraćaju na površinu. Većina vode u krškom podzemlju Like otječe prema moru podzemnim putem kroz Velebit i ostale priobalne planine, odakle u obliku priobalnih izvora i vrulja izvire u more. Vrulje su stalni ili povremeni potopljeni krški izvori.
Krška polja Dinarida, su podložna redovnim dugotrajnim poplavama koje su karakteristične za uslove staništa ovih jedinstvenih krajolika.

### Močvare u krškim poljima
Močvare su važni oblici površinske vode u krškim poljima, koja se u redovnim vremenskim intervalima, u periodu poplava, pune vodom i postaju ogromne močvare. Na taj način se može steći slika o njihovim podzemnim vodotocima, koji su veoma malo istraženi i o kojima se još uvijek ne zna mnogo. Krške močvare su dobri primjeri na kojima se vidi kako močvare regulišu vodni režim nekog područja, tako što zadržavaju, regulišu i otpuštaju vodu, i na taj način predstavljaju dragocjene resurse za ljude i druga živa bića na Zemlji. Održivo upravljanje vodenim ekosistemima je veoma važno, posebno u podučjima krških polja, gdje poljoprivreda, prometnice, energetska i urbana infrastruktura direktno zavise od njih. Bez odgovarajućeg upravljanja močvarama, nema ni dovoljno kvalitetne vode kada i gdje je potrebna. Preko močvara, vodeni resursi postaju dostupni društvu.
Močvare su važni regulatori vodenih sistema što zahtijeva poseban i održiv sistem upravljanja.